# Опольське воєводство
Опо́льське воєво́дство (пол. Województwo Opolskie) — воєводство Польщі.
У найменшому польському воєводстві багато визначних пам'яток. Адміністративний центр воєводства – Ополе (Opole) — місто, розташоване на річці Одрі за 85 кілометрів на південний схід від Вроцлава. У середньовіччі Ополе було столицею самостійного князівства. 
Опольське воєводство межує:
- на заході з Нижньосілезьким воєводством,
- на півдні з Оломоуцьким та Мораво-Сілезьким краями (Чехія),
- на сході з Сілезьким воєводством,
- на півночі з Лодзьким та Великопольським воєводствами.

## Історія
Нижня Сілезія і більша частина Верхньої Сілезії стали частиною Пруссії у 1742, протягом Першої Сілезької війни. Незначна частина залишилася в межах Богемської корони під керуванням Габсбургів як князівство Верхньої і Нижньої Сілезії, або Австрійська Сілезія. У XIX-му ст. Верхня Сілезія стала промисловою областю завдяки багатим покладам вугілля і залізної руди.
У 1919 після Першої Світової війни, східна частина, більшістю населення у якій були етнічні поляки, відійшла до Польщі як Автономне Сілезьке Воєводство, тоді як західна частина, більшість населення у якій була німецькомовною, залишилась за Німеччиною як Провінція Верхня Сілезія. З 1919—1921 відбулося три Сілезьких повстання у польськомовній частині Верхньої Сілезії. Під час Верхньосілезького плебісциту, 60 відсотків голосів було подано проти з'єднання з Польщею.
Після 1945 майже вся Верхня Сілезія стала частиною Польщі. Більшість німецькомовного населення була депортована відповідно до рішень Потсдамської конференції. Ця програма депортації також включала німецькомовних мешканців Нижньої Сілезії, східної Померанії, Данцигу і Східної Пруссії. Ці німецькі вигнанці були транспортовані до сучасної Німеччини (зокрема колишня Східна Німеччина) і були замінені поляками, більшість з колишніх польських провінцій, анексованих СРСР на сході. Незначна частина Верхньої Сілезії відійшла до Чехословаччини, як Чеська Сілезія. У 1945 році було утворене Сілезько-Дабровське воєводство з якого в 1950 році були виділені Сілезьке та Опольське воєводства. Опольське воєводство з деякими територіальними змінами проіснувало до адміністративного розподілу в 1998 року, а також об'єднане 1 січня 1999 року з  Ченстоховського, Катовицького, Опольського та Бельського воєводств.

## Міста
| Назва              | Польська назва    | Населення | Площа  | Густота |
| ------------------ | ----------------- | --------- | ------ | ------- |
| Баборув            | Baborów           | 3136      | 11,86  | 264     |
| Бжег               | Brzeg             | 37 842    | 14,61  | 2590    |
| Бичина             | Byczyna           | 3661      | 5,73   | 639     |
| Бяла               | Biała             | 2598      | 14,72  | 176     |
| Волчин             | Wołczyn           | 6117      | 7,47   | 819     |
| Глогувек           | Głogówek          | 5742      | 22,06  | 260     |
| Глубчиці           | Głubczyce         | 13 333    | 12,54  | 1063    |
| Глухолази          | Głuchołazy        | 14 879    | 6,83   | 2178    |
| Гоголін            | Gogolin           | 6089      | 20,35  | 299     |
| Гожув-Шльонський   | Gorzów Śląski     | 2581      | 18,53  | 139     |
| Гродкув            | Grodków           | 8709      | 9,88   | 881     |
| Добродзень         | Dobrodzień        | 4045      | 19,51  | 207     |
| Завадзьке          | Zawadzkie         | 8146      | 16,46  | 495     |
| Здзешовиці         | Zdzieszowice      | 13 127    | 12,35  | 1063    |
| Кендзежин-Козле    | Kędzierzyn-Koźle  | 65 161    | 123,71 | 527     |
| Кетш               | Kietrz            | 6317      | 18,74  | 337     |
| Ключборк           | Kluczbork         | 25 583    | 12,35  | 2071    |
| Кольоновське       | Kolonowskie       | 3399      | 55,7   | 61      |
| Корфантув          | Korfantów         | 1861      | 10,23  | 182     |
| Крапковиці         | Krapkowice        | 17 840    | 21,01  | 849     |
| Левін-Бжеський     | Lewin Brzeski     | 5846      | 11,64  | 502     |
| Лесьниця           | Leśnica           | 2905      | 14,51  | 200     |
| Намислув           | Namysłów          | 16 358    | 22,61  | 723     |
| Немодлін           | Niemodlin         | 6856      | 13,12  | 523     |
| Ниса               | Nysa              | 47 027    | 27,51  | 1709    |
| Озімек             | Ozimek            | 9811      | 3,25   | 3019    |
| Олесно             | Olesno            | 10 060    | 15,08  | 667     |
| Ополе              | Opole             | 126 748   | 96,55  | 1313    |
| Отмухув            | Otmuchów          | 5211      | 27,82  | 187     |
| Пачкув             | Paczków           | 8125      | 6,6    | 1231    |
| Прашка             | Praszka           | 8161      | 9,36   | 872     |
| Прудник            | Prudnik           | 22 927    | 20,5   | 1118    |
| Прушкув            | Prószków          | 2701      | 16,22  | 167     |
| Стшельці-Опольські | Strzelce Opolskie | 19 853    | 29,96  | 663     |
| Уязд               | Ujazd             | 1640      | 14,76  | 111     |